# Dreamshade
Dreamshade est un groupe suisse de death metal mélodique, originaire de Lugano, en région italophone.

## Histoire
Le groupe est formé en 2006 par les guitaristes Fella et Rocco.[réf. nécessaire]
Après environ un an, d'autres membres rejoignent le groupe[réf. nécessaire]. Après une année supplémentaire, le groupe donne ses premiers concerts et se produit au Metal Camp Open Air en 2008[réf. souhaitée] et 2009 et au Summer Breeze en 2009.
Leur premier album, What Silence Hides, est enregistré en Suisse aux Cave Studios, avec Etan Genini comme producteur, et mixé par Fredrik Nordström au studio suédois Fredman à Göteborg. Il est masterisé par Sterling Sound par George Marino à New York. L'album sort au début de 2011 chez Spinefarm Records. Il reçoit l'intérêt de la presse spécialisée, en particulier germanophone,,,. Entretemps, le groupe entame une tournée, jouant notamment au festival Rock Hard avec Down et Post Mortem.
Durant l'été 2012, Dreamshade travaille sur son deuxième album, The Gift of Life. La production et l'enregistrement ont lieu dans le propre studio d'enregistrement du groupe. L'album sort le 25 janvier 2013, comme son prédécesseur, sur Spinefarm Records,.
En octobre 2016, ils signent avec le label Artery Recordings, et sortent l'album Vibrant à la fin de la même année,. Puis sortent l'album A Pale Blue Dot en 2021,,.

## Discographie

### Albums studio
- 2011 : What Silence Hides
- 2013 : The Gift of Life
- 2016 : Vibrant
- 2021 : A Pale Blue Dot

### Singles
- 2008 : What Silence Hides (démo)
- 2008 : To the Edge of Reality (EP)
- 2010 : Wide Awake (single)

### Clips
- 2011 : Miles Away
- 2011 : Eternal
- 2012 : Photographs
- 2013 : Consumed Future
- 2013 : Your Voice
- 2015 : Dreamers Dont Sleep
- 2018 : Question Everything
- 2021 : Stone Cold Digital (feat. Rose Villain)